# Напастников, Василий Григорьевич
Василий Григорьевич Напастников (2 марта 1912, Ростов-на-Дону — 1970, Москва) — советский спортивный управленец.

## Биография
В 1937 окончил Московский мукомольно-элеваторный техникум. Член ВКП(б) с 1938. Во время Великой Отечественной войны — политрук роты, комиссар батальона, затем агитатор политотделов 24-й и 4-й гвардейской армий. Закончил войну в звании гвардии майора. Первый директор (1956 — 1963) Центрального стадиона имени В. И. Ленина. С 26 мая 1961 года — 24 мая 1963 года — председатель Президиума Федерации хоккея СССР. Похоронен на Новодевичьем кладбище.

## Награды
- Орден Боевого Красного Знамени (1945)
- Орден Красной Звезды (1944)
- Медали

## Сочинения
- Напастников В. Г. Центральный стадион имени В. И. Ленина. — М.: Моск. рабочий, 1957. — 94 с., ил.